# The Best of Faster Pussycat
The Best of Faster Pussycat è un album raccolta della Sleaze/Glam metal band, Faster Pussycat, uscito nel 1994 per l'Etichetta discografica WEA International

## Tracce
1. Where There's A Whip, There's A Way (Downe, Muscat, Steele) (tratta dall'album Wake me whan it's over)
2. Bathroom Wall (Downe) (tratta dall'album Faster pussycat)
3. Cathouse (Downe) (tratta dall'album Faster pussycat)
4. You're So Vain (Simon) (Carly Simon Cover) (tratta dal singolo Nonstop to nowhere)
5. The Body Thief (Brandshaw, Downe, Muscat, Stacy, Steele) (tratta dall'album Whipped)
6. Poison Ivy (Downe, Stacy) (tratta dall'album Wake me whan it's over)
7. House Of Pain (Downe, Steele) (tratta dall'album Wake me whan it's over)
8. Smash Alley (Downe, Muscat) (tratta dall'album Faster pussycat)
9. Don't Change That Song (Downe, Steele) (tratta dall'album Faster pussycat)
10. Pulling Weeds (Downe, Muscat) (tratta dall'album Wake me whan it's over)
11. No Room For Emotion (Downe, Muscat) (tratta dall'album Faster pussycat)
12. Slip Of The Tongue (Downe) (tratta dall'album Wake me whan it's over)
13. Nonstop To Nowhere (Brandshaw, Downe, Muscat, Stacy, Steele) (tratta dall'album Whipped)
14. Little Dove (Downe, Muscat) (tratta dall'album Wake me whan it's over)
15. Babylon (Downe, Steele) (tratta dall'album Faster pussycat)

## Formazione
- Taime Downe - voce
- Brent Muscat - chitarra
- Greg Steele - chitarra
- Eric Stacy - basso
- Mark Michals - batteria
- Brett Bradshaw - batteria